# 渡辺三憲
渡辺 三憲（わたなべ みつのり、1954年（昭和29年）11月29日 - ）は、日本の実業家。三十三フィナンシャルグループ取締役会長、三十三銀行取締役会長。

## 人物・経歴
愛知県名古屋市生まれ。1973年滝高等学校卒業。1978年名古屋大学経済学部卒業、住友銀行入行。2004年三井住友銀行執行役員。2008年三井住友銀行常務執行役員。2011年三井住友銀行取締役兼専務執行役員に昇格。2013年三重銀行取締役副頭取。
2015年から三重銀行代表取締役頭取を務めた。2018年には第三銀行との経営統合を行い、三十三フィナンシャルグループを設立し、同社代表取締役社長を兼務。名古屋都市圏での新規融資先開拓などを進めた。2019年藍綬褒章受章。2021年三十三銀行代表取締役頭取。
2024年4月、三十三フィナンシャルグループ取締役会長及び三十三銀行取締役会長。